# 偽造カード等及び盗難カード等を用いて行われる不正な機械式預貯金払戻し等からの預貯金者の保護等に関する法律
偽造カード等及び盗難カード等を用いて行われる不正な機械式預貯金払戻し等からの預貯金者の保護等に関する法律（ぎぞうカードとうおよびとうなんカードとうをもちいておこなわれるふせいなきかいしきよちょきんはらいもどしとうからのよちょきんしゃのほごとうにかんするほうりつ、平成17年8月10日法律第94号）は、第三者がカードを用いてキャッシュディスペンサー (CD)、現金自動預け払い機 (ATM) から不正に出金を行った場合に、民法478条の適用を除外し、受けた被害の補填を金融機関に義務付けることに関する日本の法律である。略称は、預貯金者保護法または偽造・盗難カード預金者保護法である。
2005年（平成17年）8月10日に公布された。

## 背景
この法律が制定されるまでは、銀行が預金を真の預金者以外の第三者に払い渡す場面、いわゆる過誤払いを想定した法律はなかった。銀行に預けられた預金は、預金者が銀行に持つ債権であり、同時に銀行が預金者に対して負う債務として扱われ、預金者以外の第三者に預金を払い戻す行為は、民法478条の規定により正当な債務弁済となるか否か判断された。金融機関が来訪した第三者を預金者本人と信じて預金払い出しを行った場合は、それを債務弁済として有効と認め、一方で真の預金者は預金を喪失した。預金を取り戻すには、訴訟において銀行による払出手続に問題があり、第三者への預金払出しが無効であることを、預金者が立証する必要があった。この民法478条の規定はCD・ATMでカードを用いた取引にも適用される。
また、銀行によっては約款でカードの磁気記録と、入力された暗証番号が真正であった場合の取引を有効とする規定を設けており、偽造カードであっても磁気記録を根拠として取引の有効性を主張した。
しかし、2004年頃からスキミングによる偽造カードの作出とこれによる不正払出しや、金融機関の預金の安全に対する取組みが報道される。金融機関は、カード利用規定（全銀協によるカード利用規定試案、改定前の第10条第2項
 (PDF) ）のただし書を適用することで補償可能で、重ねての補償は無用であるとし、また、規定は個々の銀行がそれぞれの考えで補償の条件や方法を定めたり保険を付す等の対策をとる一方で、顧客が適切な規定を持つ銀行を選んで契約するべきもので、一律に補償を義務付けるのは自由契約の観点からもそぐわないとして法案制定に反対したが、本法律が制定された。

## 内容
対象
第三者が個人の口座について、盗難カードや偽造カードを用いて、CD・ATMより（機械払い）不正出金した場合が対象となる。不正出金には、預金残高の払戻しに加えて、カードに付帯のローン契約(定期預金を担保とする貸付けや無担保・有担保ローン)に基づく貸付金の出金、生命保険会社から発行されているATMカードを利用した積立金や配当金、据え置き保険金の出金、契約者貸付の出金などの各種取引も含む。
法人の口座や、盗難通帳を用いた対面手続きによる不正出金、デビットカード、クレジットカード(ショッピング・キャッシング・カードローン)、消費者金融やクレジットカード会社のローンカードによる不正利用は対象となっておらず、従来同様会員規約や民法478条が適用となるが、クレジットカード会社や消費者金融が独自に預金者保護法に沿って、会員に重大な過失がない場合に限って、債務免除などの保障を行っている。
立証責任
金融機関が立証責任を負う。預金者側に過失や重大な過失があることを、金融機関側が立証した場合には、補填金額の減免が行われるが、それ以外の場合には、原則被害額全額を補填する義務を負う。
補償金額
全額 - 被害が発生してから30日以内に金融機関に通知し、金融機関が預金者の過失を立証できなかった場合。
75% - 被害が発生してから30日以内に金融機関に通知し、金融機関が預金者の過失を立証した場合。過失としては、カードと暗証番号のメモを一緒に置いた、生年月日等推測されやすい番号であるとして金融機関が複数回に渡り番号変更を推奨したにもかかわらず放置した等がある。
なし - 預金者の重大な過失を金融機関が立証した場合。重大な過失としては、暗証番号をカードにメモしておいた、暗証番号知らせたうえで、カードを他人に渡したり、預けたりするがある。
本法施行以前のカード利用規定（全銀協によるカード利用規定試案第10条第2項 (PDF) 
）では、カードの磁気記録と暗証番号が正規のものと認めて手続きを行った場合には、その結果に責任を負わないとしていたが、この条項は無効であるほか、預金者に不利な特約は認められない（本法第8条により強行規定とされている）。